# Crossing Jordan
Crossing Jordan este un serial dramatic polițist american de 117 episoade, difuzate în 6 sezoane.
Personajul principal, Jordan Cavanaugh (Jill Hennessy) este medic legist și lucrează la Biroul de Medicină Legală din Boston. Ea rezolvă majoritatea cazurilor împreună cu detectivul Woodrow (Woody) Hoyt (Jerry O'Connell) prin toate mijloacele posibile, fie că se dă drept polițistă, medic legist sau prietenă a victimei, de multe ori punându-și viața în pericol.

## Distribuție
- Dr. Jordan Cavanaugh: 	Jill Hennessy
- Dr. Garret Macy:	Miguel Ferrer
- Dr. Mahesh „Bug“ Vijay:Ravi Kapoor
- Lily Lebowski: 	Kathryn Hahn
- Dr. Nigel Townsend: 	Steve Valentine
- Lt. Max Cavanaugh: 	Ken Howard
- Dr. Trey Sanders: 	Mahershalalhashbaz Ali
- Det. Woodrow „Woody“ Hoyt: Jerry O’Connell
- Dr. Elaine Duchamps†: 	Lorraine Toussaint
- Dr. Peter Winslow:	Ivan Sergei
- Det. Tallulah „Lu“ Simmons†:	Leslie Bibb
- Dr. Kate Switzer: 	Brooke Smith

## Personaje
Jordan Cavanaugh (Jill Hennessy) este personajul principal al acestui serial. Mama ei a murit când avea doar 10 ani, Jordan rămânând în grija tatălui ei Max Cavanaugh (Ken Howard), un fost detectiv, care în primele două sezoane, o ajută pe Jordan cu unele cazuri ale sale.
Jordan a avut mulți prieteni, însă cei mai importanți au fost Woody și un jurnalist, J.D. Pollack. Într-un episod însă, Pollack moare și Jordan este învinuită. Toată ancheta este condusă de Tallulah (Lu) Simmons (Leslie Bibb), iubita lui Woody, însă acesta se desparte de Lu preferând să o creadă pe Jordan care în final se dovedește a fi nevinovată.
Garret Macy (Miguel Ferrer) este presupusa voce a rațiunii din Biroul de Medicină Legală când subordonații săi încalcă legea. El este șeful Biroului de Medicină Legală din Boston și totodată un bun prieten al lui Jordan. Garret are o fiică, Abby, în liceu. Mama ei, Maggie, s-a despărțit de Garret.
Nigel Townsend (Steve Valentine) este un criminolog englez la Biroul de Medicină Legală din Boston. De asemenea este cunoscut pentru priceperea sa la spart baze de date ale poliției.
Mahesh (Bug) Vijay (Ravi Kapoor) este specialist în studiul insectelor. El lucrează de asemenea la Biroul de Medicină Legală din Boston.
Lily Lebowski (Kathryn Hahn) este consultantă la Biroul de Medicină Legală din Boston. Aparent este cea mai emotivă persoană de acolo.
Woodrow (Woody) Hoyt (Jerry O'Connell) este detectiv la Poliția din Boston. Woody lucrează des cu Jordan la cazuri importante și se îndrăgostește de ea. Deși nu-i spune până în ultimul episod, încearcă să fie cu ea dându-i un inel cu diamant (la sfatul lui Nigel), însă ea îl refuză, preferând să rămână doar prieteni.
A mai avut o relație cu Lu, dar s-a despărțit de ea în urma unui caz în care Jordan a fost acuzată de crimă, preferând să fie alături de Jordan. În ultimul episod Jordan îi mărturisește dragostea lui Woody, iar acesta îi răspunde cu un sărut.

## Episoade
Sezonul 1
[01] - Pilot
[02] - The Dawn of a New Day
[03] - The Ties That Bind
[04] - Born to Run
[05] -  You Can't Go Home Again
[06] - Believers
[07] - Sight Unseen
[08] - Digger (1)
[09] - Digger (2)
[10] - Blue Christmas
[11] - Wrong Place, Wrong Time
[12] - Blood Relatives
[13] - Miracles & Wonders
[14] - Four Fathers
[15] - Acts of Mercy
[16] - Lost and Found
[17] - Crime & Punishment
[18] - With Honor
[19] -  For Harry, with Love and Squalor
[20] - The Gift of Life
[21] - Someone to Count On
[22] - Secrets & Lies (1)
[23] - Secrets & Lies (2)
Sezonul 2
[01] - There's No Place Like Home
[02] - Bombs Away
[03] - The Truth Is Out There
[04] - Pay Back
[05] - As If by Fate
[06] - One Twelve
[07] - Scared Straight
[08] - Don't Look Back
[09] - Prisoner Exchange
[10] - Ockham's Razor
[11] - Family Ties
[12] - Perfect Storm
[13] - Strangled
[14] - Wild Card
[15] - John Doe
[16] - Conspiracy
[17] - Cruel and Unusual
[18] - Fire and Ice
[19] - Dead Wives Club
[20] - Sunset Division
[21] - Pandora's Trunk (1)
[22] - Pandora's Trunk (2)
Sezonul 3
[01] - Devil May Care
[02] - Slam Dunk
[03] - 'Til Death Do Us Part
[04] - Is That Plutonium in Your Pocket, or Are You Just Happy to See Me?
[05] - Dead or Alive
[06] - Second Chances
[07] - Missing Pieces
[08] - Most Likely
[09] - All the News Fit to Print
[10] - Revealed
[11] - He Said, She Said
[12] - Dead in the Water
[13] - Oh, Brother Where Art Thou?
Sezonul 4
[01] - After Dark
[02] - Out of Sight
[03] - Intruded
[04] - Deja Past
[05] - Justice Delayed
[06] - Blue Moon
[07] - What Happens in Vegas Dies in Boston
[08] - Fire from the Sky
[09] - Necessary Risks
[10] - A Stranger Among Us
[11] - Murder in the Rue Morgue
[12] - Family Affair
[13] - You Really Got Me
[14] - Gray Murders
[15] - It Happened One Night
[16] - Skin and Bone
[17] - Locard's Exchange
[18] - Sanctuary
[19] - Embraceable You
[20] - Forget Me Not
[21] - Jump Push Fall
Sezonul 5
[01] - There's No Place Like Home II
[02] - Luck Be a Lady
[03] - Under the Weather
[04] - Judgement Day
[05] - Enlightenment
[06] - Total Recall
[07] - Road Kill
[08] - A Man in Blue
[09] - Death Goes on
[10] - Loves Me Not
[11] - The Elephant in the Room
[12] - Code of Ethics
[13] - Dreamland
[14] - Death Toll
[15] - Blame Game
[16] - Someone to Watch Over Me
[17] - Save Me
[18] - Thin Ice
[19] - Mysterious Ways
[20] - Mace vs. Scalpel
[21] - Don't Leave Me This Way
Sezonul 6
[01] - Retribution
[02] - Shattered
[03] - 33 Bullets
[04] - Crazy Little Thing Called Love
[05] - Mr. Little and Mr. Big
[06] - Night of the Living Dead
[07] - Hubris
[08] - Isolation
[09] - Seven Feet Under
[10] - Fall From Grace
[11] - Faith
[12] - Sleeping Beauty
[13] - Post Hoc
[14] - In Sickness & In Health
[15] - Dead Again
[16] - D.O.A.
[17] - Crash
În anii 2007-2008 s-au făcut alte 33 episoade cuprinse într-un nou sezon, Sezonul Virtual 7. Acest sezon este o continuare importantă a relației dintre Jordan și Woody. În ultimele episoade, Jordan și Woody își plănuiesc nunta și apare ceva total neașteptat: Jordan rămâne însărcinată. Între timp, tatăl ei este arestat pentru o crimă. Astfel, Jordan află ce s-a întâmplat cu adevărat cu mama ei în trecut. Devine foarte nervoasă pe tatăl ei, și replica ei în care-și ceartă tatăl pentru că i- ascuns adevărul se încheie cu mărturisirea faptului că este însărcinată. În disperarea ei, Jordan iese afară din casă dădându-și seama că tocmai îi zisese lui Woody că va fi tată. Acesta iese după ea și observă că Jordan e confuză, speriată și puțin nervoasă. Jordan nu știa la ce reacție din partea lui să se aștepte. Încă plângea. Apoi, încercând să-și găsească cuvinte să-i explice lui Woody vestea, acesta o îmbrățișă, asigurând-o că totul va fi bine, cu o replică romantică: "Te iubesc pe tine, și pe oricine altcineva urmează să apară."
Sezonul Virtual 7: 
[01] - Hold That Thought
[02] - 1000 Miles Off Course
[03] - Dinner for Two
[04] - Homecoming
[05] - Yours Truly
[06] - Strange Bedfellows
[07] - Reality Bites
[08] - Up in Smoke
[09] - Mightier/ Margin for Murder
[10] - Charmer
[11] - Long Way Down
[12] - For Whom The Bell Tolls
[13] - Auld Acquaintance
[14] – Boys Will Be Boys
[15] – Over the Rainbow
[16] – There Are More Things (Than Dreamt Of)
[17] – In Your Philosophy
[18] – Murder Must Foul
[19] – Holy Water
[20] - XX
[21] – Cupid Schmoopid
[22] – Going To the Dogs
[23] – On Ice
[24] – Howard’s End
[25] - Righteous
[26] – Father Knows Best
[27] - Slipknot
[28] – Old Habits Die Hard
[29] – How Does Your Garden Grow?
[30] - Ithaca
[31] – Lions, Tigers and…
[32] – Mommy Dearest (1)
[33] – Mommy Dearest (2)